# Décès en juin 1957
Décès
- 1953
- 1954
- 1955
- 1956
- 1957
- 1958
- 1959
- 1960
- 1961

Pour une information complémentaire, voir la page d'aide.

| Date    | Nom        | Pays                   | Activités            | Âge | Source |
| ------- | ---------- | ---------------------- | -------------------- | --- | ------ |
| 13 juin | Sam Benson | Drapeau des États-Unis | Costumier américain. | 71  |        |